# Albin Meiche

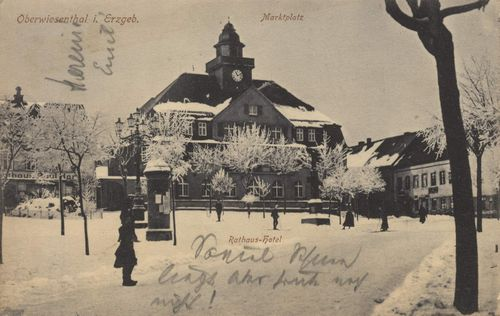
Postkarte: Oberwiesenthal Marktplatz (1929)

Albin Meiche (* 1856 in Annaberg; † 1945 in Leipzig) war ein deutscher Fotograf.
Er stammte aus dem sächsischen Obererzgebirge und betrieb in Annaberg in der Buchholzer Straße ein Fotoatelier. Bereits frühzeitig erwarb er den Titel eines königlich-sächsischen Hofphotographen. Überregionale Bekanntheit erhielt er vor allem durch qualitativ anspruchsvolle Landschaftsaufnahmen aus der Region des oberen Zschopautales bis hinauf nach Oberwiesenthal, die er auf Ansichtspostkarten vertrieb. Eine Mappe mit ausgewählten Aufnahmen aus dem oberen Erzgebirge übersandte er Fürst Bismarck. Sein Fotoatelier wurde von seinen Nachkommen bis um das Jahr 1975 fortgeführt.